# Hrádok
Hrádok (in ungherese Temetvény) è un comune della Slovacchia facente parte del distretto di Nové Mesto nad Váhom, nella regione di Trenčín.